# Bosnië en Herzegovina op het Eurovisiesongfestival 2007
Bosnië en Herzegovina nam deel aan het Eurovisiesongfestival 2007 in Helsinki, Finland. Het was de 13de deelname van het land op het Eurovisiesongfestival. De artiest werd gekozen door een interne selectie. BHRT was verantwoordelijk voor de Bosnische bijdrage voor de editie van 2007.

## Selectieprocedure
Voor deze editie werd de artiest gekozen door middel van een interne selectie. Uiteindelijk viel de keuze op Marija Sestic, die het nummer Rijeka bez imena bracht. Dit lied is geschreven door Aleksandra Milutinović en Goran Kovačić.

## In Helsinki
Na een goede prestatie in 2006, mocht het land automatisch aantreden in de finale.
In deze finale moest Bosnië-Herzegovina optreden als 1ste, net voor Spanje.
Op het einde van de puntentelling bleek dat ze op een 11de plaats waren geëindigd met 106 punten.
België en Nederland hadden respectievelijk 0 en 7 punten over voor deze inzending.

### Gekregen punten

#### Finale
| 12 punten | 10 punten                    | 8 punten                                                 | 7 punten                              | 6 punten              |
| --------- | ---------------------------- | -------------------------------------------------------- | ------------------------------------- | --------------------- |
|           | - Kroatië - Turkije          | - Albanië - Oostenrijk - Servië - Slovenië - Zwitserland | - Denemarken - Montenegro - Nederland | - Noorwegen - Zweden  |
| 5 punten  | 4 punten                     | 3 punten                                                 | 2 punten                              | 1 punt                |
|           | - Noord-Macedonië - Tsjechië | - Duitsland                                              |                                       | - Armenië - Frankrijk |

### Punten gegeven door Bosnië-Herzegovina

#### Halve Finale
Punten gegeven in de halve finale:
| 12 punten | Servië          |
| 10 punten | Kroatië         |
| 8 punten  | Turkije         |
| 7 punten  | Noord-Macedonië |
| 6 punten  | Slovenië        |
| 5 punten  | Montenegro      |
| 4 punten  | Albanië         |
| 3 punten  | Bulgarije       |
| 2 punten  | Wit-Rusland     |
| 1 punt    | Hongarije       |

#### Finale
Punten gegeven in de finale:
| 12 punten | Servië          |
| 10 punten | Turkije         |
| 8 punten  | Noord-Macedonië |
| 7 punten  | Slovenië        |
| 6 punten  | Bulgarije       |
| 5 punten  | Oekraïne        |
| 4 punten  | Wit-Rusland     |
| 3 punten  | Griekenland     |
| 2 punten  | Rusland         |
| 1 punt    | Georgië         |